# 毛萼勤堇菜
毛萼勤堇菜（学名：Viola tenuicornis subsp. trichosepala）是堇菜科堇菜属细距堇菜的亚种。分布于中国大陆的河北、吉林、甘肃、黑龙江、山西、辽宁、陕西等地，多生于山坡阳坡以及旷野较干旱的环境，目前尚未由人工引种栽培。